# Taufaiva Ionatana
Taufaiva Ionatana (Funafuti, 5 februari 1993) is een Tuvaluaans voetballer die uitkomt voor Nauti.
In 2011 deed Taufaiva mee met het Tuvaluaans zaalvoetbalteam bij Oceanian Futsal Championship 2011, hij speelde vier wedstrijden, en scoorde een keer.
1 Tailolo ·
2 Sogivalu ·
3 Taukatea ·
4 Lepaio ·
5 Maleko ·
6 Petaia ·
7 Ionatana ·
8 Uaelesi ·
9 Petaia ·
10 Panapa ·
11 Tiute ·
12 Timuani ·
Coach: Vave